# John Reuss
John Reuss (1973) er en dansk-tysk autodidakt kunstner, der primært arbejder med maleri.
John Reuss har tidligere modtaget prisen for bedste værk til den censurerede udstilling INSIDE 08 i Ikast og blev i 2010 antaget til den statsanerkendte censurerede udstilling Kunstnernes Sommerudstilling 2010 (KS10) John Reuss har siden vist sine værker på en række udstillinger i Danmark og udlandet. 

## Billedstil
John Reuss er en figurativ maler og arbejder i grænsefeltet mellem organiske figurer og det køligt matematiske/geometriske, anskuende sine motiver fra flere vinkler og aspekter samtidig. Ofte har motiverne et surrealistisk og existentielt islæt.

## Eksterne referencer
johnreuss.com